# 遠藤寛子 (アナウンサー)
遠藤 寛子（えんどう ひろこ、1971年2月10日 - ）は、山陽地方を拠点に活動している日本のフリーアナウンサー。
岡山県浅口市（旧・浅口郡鴨方町）出身。金光学園高等学校、岡山大学文学部哲学科卒業。
1993年に山陽放送（後のRSK山陽放送）に入社し、同期の大橋里美、篠田和之とともに同局のアナウンサーになる。

## 担当番組

### テレビ番組
- 山陽TVイブニングニュース（RSKテレビ）
- ウィークエンド中四国
- せとうち経済ウィークリー（テレビせとうち）
- いまドキッ！（RSKテレビ）[1]

### ラジオ番組
- わくわくワイド（RSKラジオ）
- おかやま 朝まるステーション1494（RSKラジオ）
- おかやま 朝まるミュージック アフター9（RSKラジオ）
- おかやま 朝まるステーション 昼またぎ（RSKラジオ）
- ヒット・チャート・バラエティ カモナ・マイRadio!（RSKラジオ）
- RSKオセラジオ → おかやまシニアの使える情報局（RSKラジオ）
- おかやまニュースの時間（RSKラジオ）[1]
- 天神ワイド 朝（RSKラジオ）[3]